# ویلیام جانسون، بارونت اول
سر ویلیام جانسون، بارونت اول حدود سال ۱۷۱۵ در کانتی‌هیل به دنیا آمد. او یک افسر ایرلندی در امپراتوری بریتانیا بود. هنگامی که جوان بود برای سرکشی به املاک خریداری شدهٔ عمویش، پیتر وارن، در میان سرزمین‌های قبیلهٔ موهاوک یکی از شش قبیلهٔ اتحادیهٔ ایروکوا، به بخش نیویورک رفت. جانسون زبان موهاوک‌ها و رسوم اهالی ایروکوا را فراگرفت و به عنوان یکی از مأموران بریتانیا در میان ایروکوا منصوب شد. در پی موفقیت‌هایش در سال ۱۷۵۶ به عنوان سرپرست امور سرخپوستان مستعمره‌های شمالی ارتقای مقام یافت. جدای از خدمتش در میان قبایل ایروکوا، او توانست با سواستفاده‌های شخصی از قدرتش، ده‌ها هزار از زمین‌های آن‌ها را نیز برای خود به دست آورد و بسیار ثروتمند شد.
او در جنگ میان فرانسه و سرخپوستان فرمانده بود و در نبرد دریاچهٔ جرج در ۱۷۵۵ نقش مهمی داشت. او همچنین در ۱۷۵۹ توانست دژ نیاگارا را از فرانسویان بگیرد و بر شهرتش بیفزاید. او از ۱۷۵۶ تا زمان مرگش در ۱۷۷۴ سرپرست امور سرخپوستان بخش شمالی بود و تلاش کرد تا میان سرخپوستان و مأموران بریتانیا پیوندی ایجاد نماید.

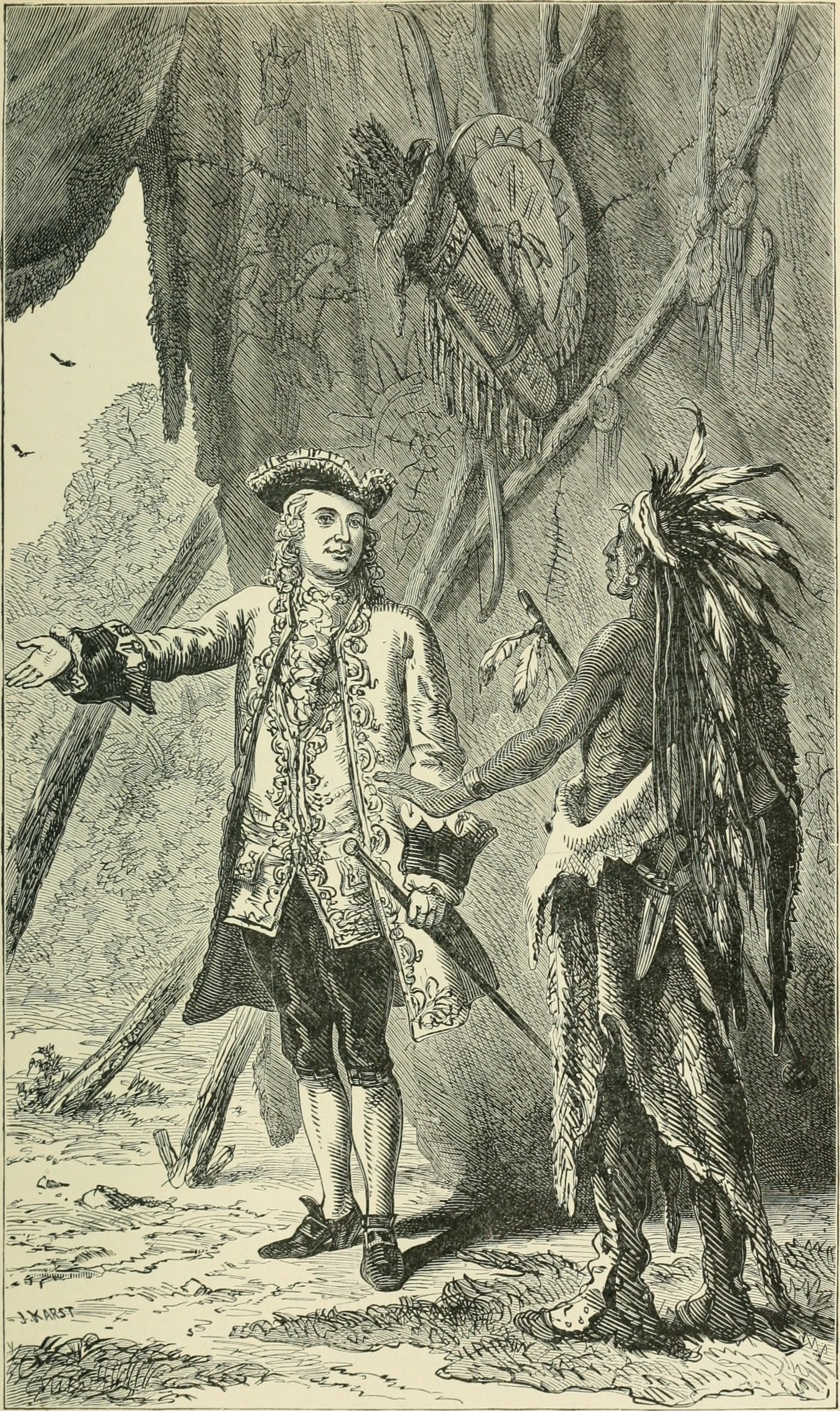
ویلیام جانسون در حال مذاکره با رئیس موهاوک‌ها. تاریخچه شهر نیویورک، ۱۸۹۶.

## در فرهنگ عامه
جانسون در بازی ویدیویی اساسینز کرید ۳ به عنوان یک آنتاگونیست ظاهر می‌شود و توسط شخصیت بازی کانور کنوی کشته می‌شود. او همچنین در بازی ویدیویی سال ۲۰۱۴ در اساسینز کرید: سرکش ظاهر می‌شود.